# 16de Oscaruitreiking
De 16de Oscaruitreiking, waarbij prijzen worden uitgereikt aan de beste prestaties in films in 1943, vond plaats op 2 maart 1944 in het Grauman’s Chinese Theater, in Hollywood, Californië. De ceremonie werd gepresenteerd door Jack Benny.
De grote winnaar van de 16de Oscaruitreiking was Casablanca, met in totaal 8 nominaties en 3 Oscars.

## Winnaars

### Films
| Categorie          | Winnaar        | Regie          |
| ------------------ | -------------- | -------------- |
| Beste Film         | Casablanca     | Michael Curtiz |
| Beste Documentaire | Desert Victory | David McDonald |

### Acteurs
| Categorie                  | Winnaar        | Film                    |
| -------------------------- | -------------- | ----------------------- |
| Beste Mannelijke Hoofdrol  | Paul Lukas     | Watch on the Rhine      |
| Beste Vrouwelijke Hoofdrol | Jennifer Jones | Song of Bernadette      |
| Beste Mannelijke Bijrol    | Charles Coburn | The More the Merrier    |
| Beste Vrouwelijke Bijrol   | Katina Paxinou | For Whom the Bell Tolls |

### Regie
| Categorie       | Winnaar        | Film       |
| --------------- | -------------- | ---------- |
| Beste Regisseur | Michael Curtiz | Casablanca |

### Scenario
| Categorie                | Winnaar                                          | Film              |
| ------------------------ | ------------------------------------------------ | ----------------- |
| Beste Origineel Scenario | Norman Krasna                                    | Princess O'Rourke |
| Beste Bewerkt Scenario   | Philip Epstein, Julius J. Epstein en Howard Koch | Casablanca        |

### Speciale prijzen
| Categorie                             | Winnaar       |  |
| ------------------------------------- | ------------- |  |
| Honorary Award                        | George Pal    |  |
| The Irving G. Thalberg Memorial Award | Hal B. Wallis |  |